# 굿모닝 새아침입니다
굿모닝 새아침입니다는 매주 평일 오전 8시 30분에 울산MBC로 방송된 텔레비전 프로그램이다.

## 기획 의도
- 울산지역의 유익한 전달력을 통해 정보와 이슈를 전하는 텔레비전 프로그램이다.

## 프로그램 소개
- 사람 살아가는 이야기가 궁금하십니까? 뜨끈뜨끈한 화제, 생생한 정보로 여러분의 안방을 찾아갑니다. 매일 아침 울산은 물론, 전국 구석구석의 소식으로 울산 시민의 아침을 힘차게 열어드립니다.

## 진행자
- 최진구, 김연경

## 같이 보기
- 생방송 오늘 아침